# Euthalia cavarna
Euthalia cavarna är en fjärilsart som beskrevs av Hans Fruhstorfer 1913. Euthalia cavarna ingår i släktet Euthalia och familjen praktfjärilar. Inga underarter finns listade i Catalogue of Life.